# Hada extensa
Hada extensa är en fjärilsart som beskrevs av Evans 1844. Hada extensa ingår i släktet Hada och familjen nattflyn. Inga underarter finns listade i Catalogue of Life.